# Lipowo Kurkowskie
Lipowo Kurkowskie (deutsch Lindenwalde) ist ein Dorf in der polnischen Woiwodschaft Ermland-Masuren. Es gehört zur Gmina Olsztynek (Stadt- und Landgemeinde Hohenstein i. Ostpr.) im Powiat Olsztyński (Kreis Allenstein).

## Geographische Lage
Lipowo Kurkowskie liegt im Südwesten der Woiwodschaft Ermland-Masuren, 39 Kilometer südöstlich der einstigen Kreisstadt Osterode in Ostpreußen (polnisch Ostróda) bzw. 29 Kilometer südlich der heutigen Kreismetropole Olsztyn (deutsch Allenstein).

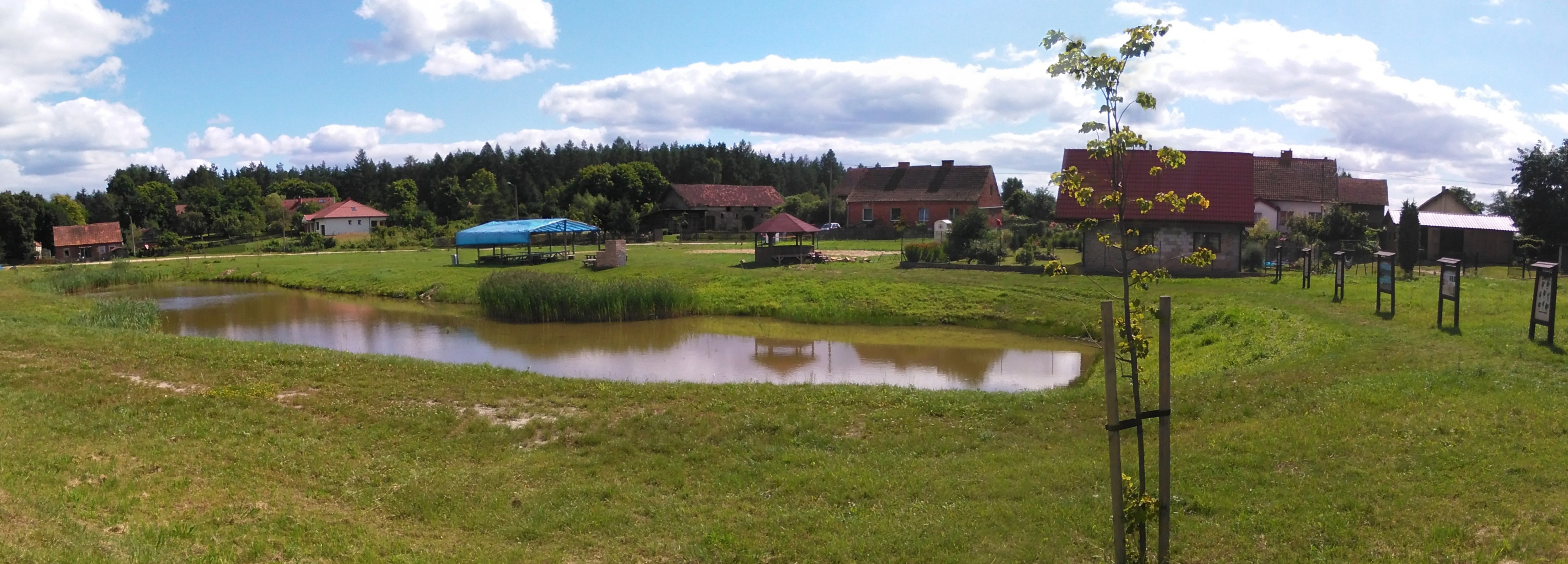
Dorfansicht Lipowo Kurkowskie

## Geschichte
Das Dorf Lindenwalde wurde 1410 erstmals erwähnt. Zwischen 1874 und 1945 war die Landgemeinde Lindenwalde in den Amtsbezirk Kurken (polnisch Kurki) im Kreis Osterode in Ostpreußen eingegliedert.
Im Jahre 1910 waren in Lindenwalde 279 Einwohner gemeldet. Ihre Zahl belief sich 1933 auf 269 und 1939 auf 282, auf 60 Haushalte verteilt, wobei 203 Einwohner in der Land- und Forstwirtschaft, 53 in Industrie und Handwerk und 1 in Handel und Verkehr tätig waren.
Aufgrund der Bestimmungen des Versailler Vertrags stimmte die Bevölkerung in den Volksabstimmungen in Ost- und Westpreußen am 11. Juli 1920 über die weitere staatliche Zugehörigkeit zu Ostpreußen (und damit zu Deutschland) oder den Anschluss an Polen ab. In Lindenwalde stimmten 180 Einwohner für den Verbleib bei Ostpreußen, auf Polen entfielen keine Stimmen.
In Kriegsfolge kam Lindenwalde 1945 mit dem gesamten südlichen Ostpreußen zu Polen. Das Dorf erhielt die polnische Namensform „Lipowo Kurkowskie“ und ist heute ein Schulzenamt (polnisch Sołectwo) – eingeschlossen ist der Nachbarort Marózek (Klein Maransen) – in der Stadt- und Landgemeinde Olsztynek (Hohenstein i. Ostpr.) im Powiat Olsztyński (Kreis Allenstein), bis 1998 der Woiwodschaft Olsztyn, seither der Woiwodschaft Ermland-Masuren (mit Sitz in Olsztyn (Allenstein)) zugehörig. Am 26. Oktober 2020 zählte Lipowo Kurkowski 106 Einwohner.

## Kirche
Bis 1945 war Lipowo Kurkowskie in die evangelische Kirche Kurken in der Kirchenprovinz Ostpreußen der Kirche der Altpreußischen Union, außerdem in die römisch-katholische Kirche Nußtal (polnisch Orzechowo) im Bistum Ermland eingepfarrt.
Heute gehört Lipowo Kurkowskie katholischerseits zur Pfarrei Orzechowo (Nußtal) mit der St.-Maximilian-Kolbe-Kirche Kurki als Filialkirche im jetzigen Erzbistum Ermland, evangelischerseits zur Kirchengemeinde Olsztynek (Hohenstein i. Ostpr.), einer Filialgemeinde der Pfarrei Olsztyn in der Diözese Masuren der Evangelisch-Augsburgischen Kirche in Polen.

## Verkehr
Nach Lipowo Kurkowskie führt eine Nebenstraße, die bei Selwa (Sellwa, 1938 bis 1945 Sellwen) von der DK 58 abzweigt. Auch verbindet eine Nebenstraße den Nachbarort Brzeźno Łyńskie (Persing) mit Lipowo Kurkowskie. Eine Anbindung an den Bahnverkehr besteht nicht.